# Telekompressor
Ein Telekompressor, oft auch Weitwinkelkonverter, Brennweitenreduzierer oder Turbo-Adapter, englisch Telecompressor, Focal Reducer, Speedbooster oder Speed Booster genannt, ist ein optischer Objektivadapter für Kameraobjektive mit der entgegengesetzten Wirkung eines Telekonverters. Er sieht ähnlich wie ein Telekonverter aus und wird ebenso zwischen Objektiv und Kamera montiert. Er reduziert die Brennweite des optischen Systems um einen angegebenen Faktor, gleichzeitig erhöht sich die Lichtstärke um diesen Faktor und die Belichtungszeiten verkürzen sich bei gleichem Belichtungsindex entsprechend.

## Verwendung
Telekompressoren werden oft in der Amateur-Astronomie verwendet, um mit Teleskopen noch Fotografien näher gelegener oder größerer Objekte anfertigen zu können, als es ohne Telekompressor möglich wäre. Aber auch in der allgemeinen Fotografie werden Telekompressoren verwendet. Es ist zu beachten, dass das Objektiv einen größeren Bildkreis ausleuchten muss, als für das Film- oder Bildsensorformat notwendig wäre, da der Bildkreis durch den Telekompressor reduziert wird. Möglich ist daher beispielsweise die Nutzung eine Objektivs für das Kleinbildformat an einer Kamera mit Bildsensor im APS-C-Format oder Micro-Four-Thirds-Format.

### Passive Telekompressoren
Rein optische Telekompressoren ohne elektronische Komponenten können keine Daten zwischen Objektiv und Kameragehäuse übermitteln, so dass die entsprechende Information und Funktion nicht zur Verfügung steht. Zum Beispiel wird eine am Objektiv eingestellte Blendenzahl oder der Status des Bildstabilisators nicht an das Kameragehäuse übertragen, und der Autofokusmotor des Objektivs kann nicht angesteuert werden, um eine Entfernungseinstellung vorzunehmen.

### Aktive Telekompressoren

Digitaler Telekompressor (0,64-fach) für Canon-EF-Objektive an Micro-Four-Thirds-Kameragehäusen
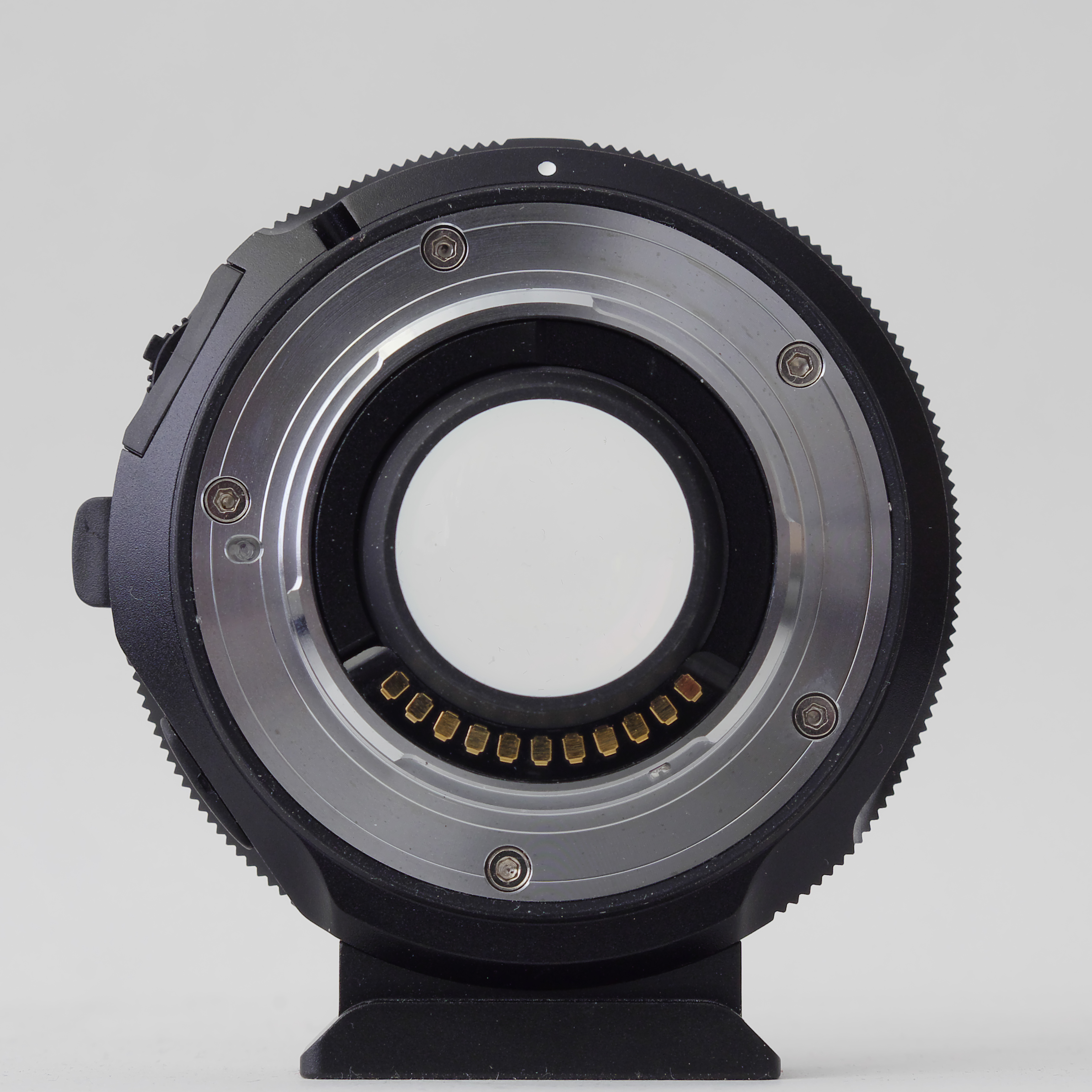
Anschluss für Micro-Four-Thirds-Kameragehäuse mit elf Goldkontakten
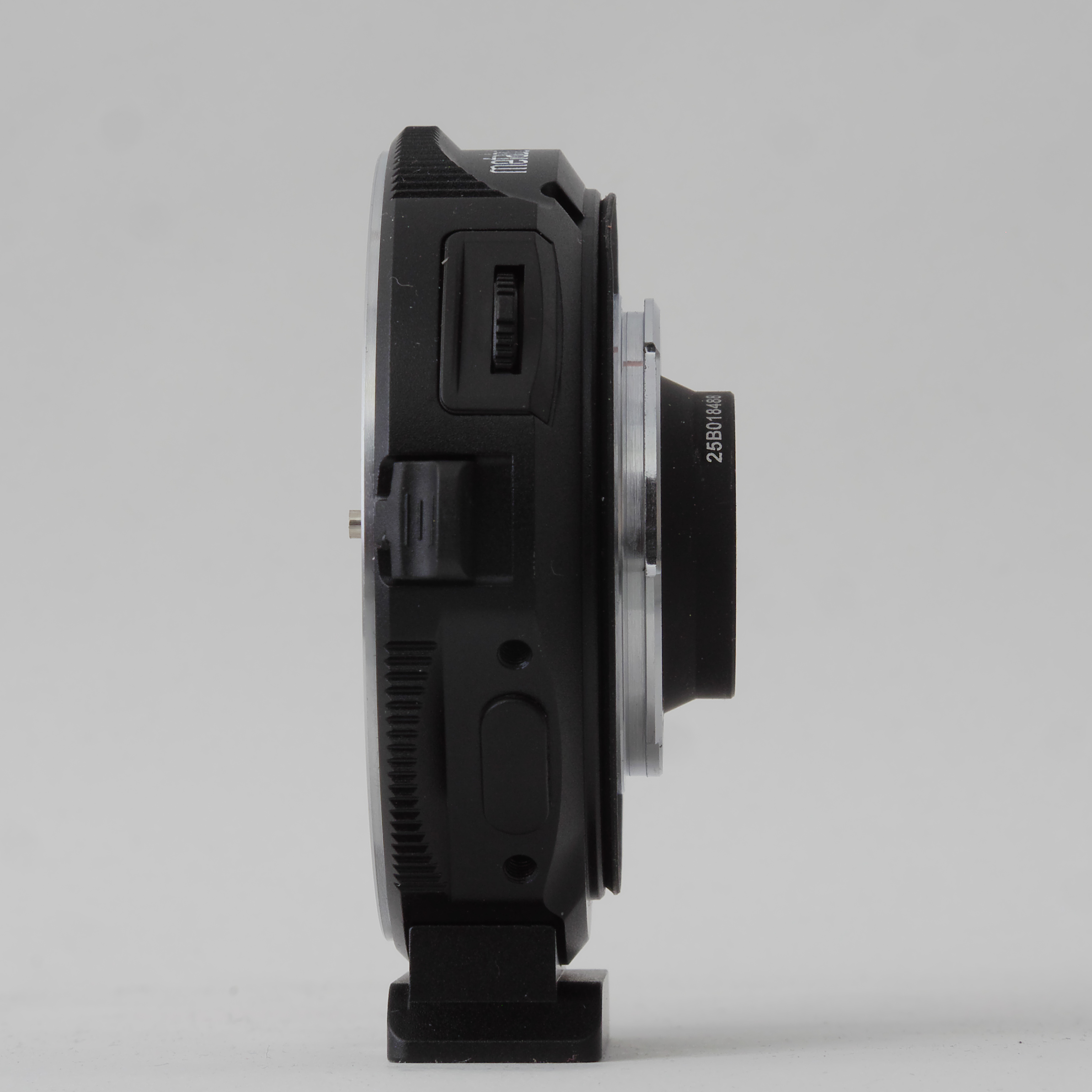
Seitenansicht mit Blendensteuerung (oben, Wipptaster) und USB-Anschluss (unten, hinter Gummikappe)
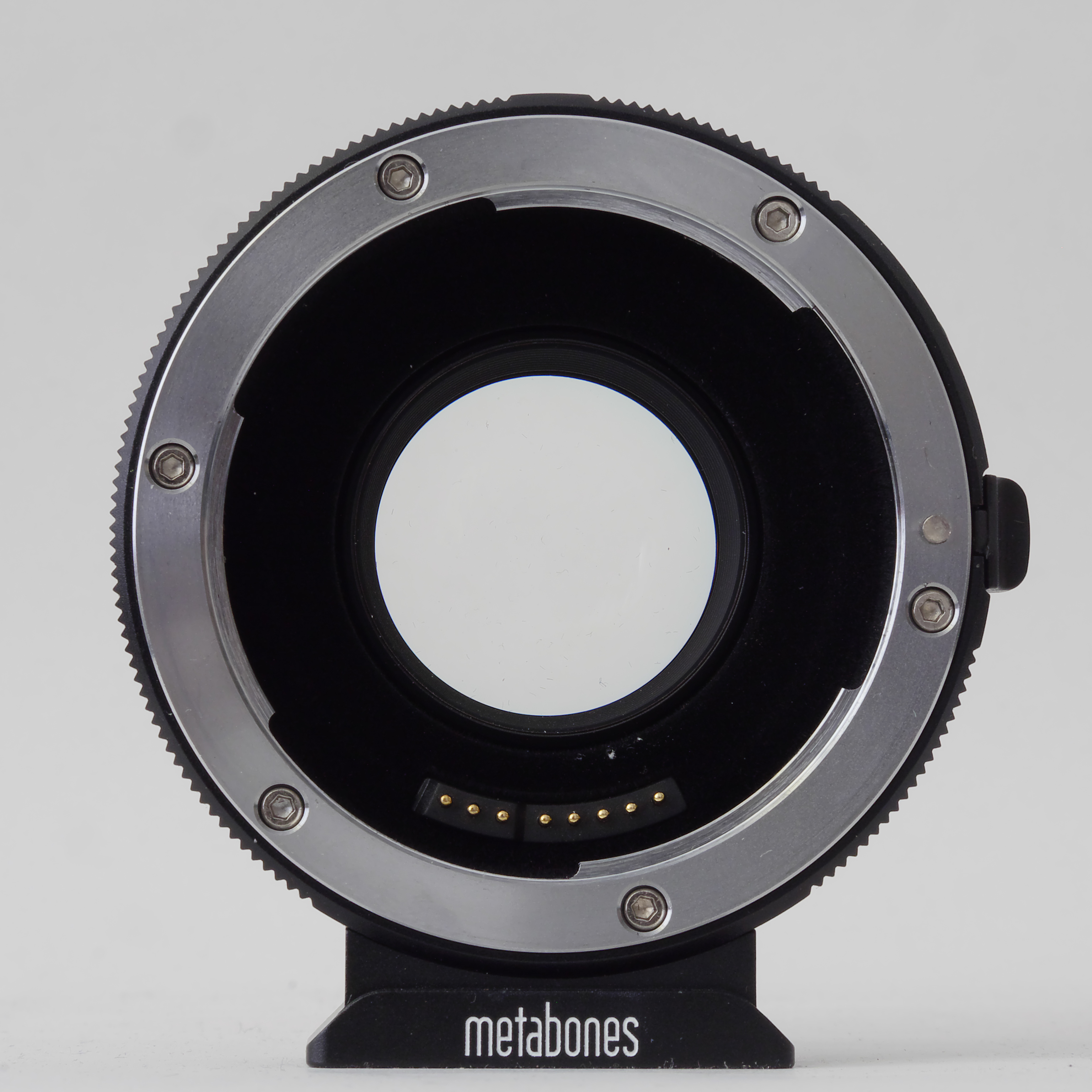
Anschluss für Canon-EF-Kleinbild-Objektiv mit acht Goldkontakten

Für einige spiegellose Systemkameras mit APS-C- oder MFT-Sensoren werden Telekompressoren angeboten, welche die Adaption von Kleinbild-Objektiven unter Übertragung elektronischer Information zwischen Objektiv und Kameragehäuse ermöglichen. Diese optischen Geräte können auch mit eigenem Prozessor und eigener Firmware ausgestattet sein. Durch die Umwandlung und Übertragung der elektrischen Signale kann es zu Geschwindigkeitseinbußen bei der Steuerung der Entfernungseinstellung kommen. Ferner können manche Abbildungsfehler zu den Bildecken hin zunehmen.

### Fest eingebaute Telekompressoren
Die frühen Digitalkameras E2 und E3 von Nikon benutzten einen fest eingebauten Telekompressor, so dass F-Objektive ohne Einbeziehung eines Formatfaktors mit dem kleinen 2/3"-Sensor der Kamera verwendet werden konnten. Dadurch erhöhte sich der niedrigste Belichtungsindex der Kamera auf einen für die Zeit ungewöhnlich hohen Wert von ISO 800.

## Berechnung
Unter der vereinfachenden Annahme, dass die Hauptebenen eines Objektivs mit der Brennweite {\displaystyle f_{Obj}} und eines Telekompressors mit der Brennweite {\displaystyle f_{Tk}} übereinanderliegen, kann die Brennweite des Gesamtsystems aus Objektiv und Telekompressor {\displaystyle f_{ges}} mit Hilfe der folgenden Beziehung bestimmt werden:
{\displaystyle {\frac {1}{f_{ges}}}={\frac {1}{f_{Obj}}}+{\frac {1}{f_{Tk}}}}
Der Faktor der Telekompression {\displaystyle F_{Tk}} kann aus dem Verhältnis der Brennweiten des Gesamtsystems und des eingesetzten Objektivs definiert werden:
{\displaystyle F_{Tk}={\frac {f_{ges}}{f_{Obj}}}\leq 1}
Die Brennweite des Gesamtsystems kann somit wie folgt ausgedrückt werden:
{\displaystyle f_{ges}=F_{Tk}\cdot f_{Obj}\leq f_{Obj}}
Daraus ergibt sich:
{\displaystyle f_{ges}={\frac {f_{Obj}\cdot f_{Tk}}{f_{Obj}+f_{Tk}}}=f_{Tk}\left(1-F_{Tk}\right)}
beziehungsweise
{\displaystyle f_{Tk}={\frac {f_{Obj}\cdot {f_{ges}}}{f_{Obj}-{f_{ges}}}}={\frac {f_{Obj}}{{\frac {1}{F_{Tk}}}-1}}}